# 카네코 (기업)
카네코(カネコ)는 일본의 게임 개발사였다. 대표작으로는 《에어 버스터》, 《갈스패닉》 시리즈, 《후지야마 버스터》 등이 있다.

## 역사
1980년 카네코 히로시(金子浩)가 설립하였고, 타이토의 게임을 하청으로 개발하다 1989년부터 자체 브랜드 《KANEKO》로 게임을 제작하였다.
2005년 6월, 모든 이사가 퇴임하여 휴면 회사로 전환되었고, 2006년에 민사 소송으로 인해 회사가 폐업 위기에 내몰렸다.
2014년 3월, 2005년에 퇴임한 이사 3명과 새 이사가 1명이 취임하여 부활하는 듯 했으나, 같은 해 11월 창업자인 카네코 히로시가 사망하였다.
2015년 7월 새로운 대표로 마츠모토 사토루가 취임하였으나, 2017년 2월 마츠모토가 사기 혐의로 체포되면서 그 이후로 회사의 동향은 알 수 없는 상태다.